# 요릭 판바헤닝언
요릭 판바헤닝언(네덜란드어: Yorick van Wageningen, 1964년 4월 16일 ~ )은 네덜란드의 배우이다.
바른에서 태어났다.

## 출연 작품
- 이스케이프 룸 (2019년) - 게임 마스터 역
- 스톰: 위대한 여정 (2017년) - 클라스 푸텐 역
- 빠삐용 (2017년) - 워든 바로 역
- 블랙코드 (2015년)
- 라스트 썸머 (2014년)
- 더 레저렉션 오브 어 바스타드 (2013년)
- 47 로닌 (2013년)
- 밀레니엄 : 여자를 증오한 남자들 (2011년) - 비저먼 역
- 더 웨이 (2010년) - 유스트 역
- 전시의 겨울 (2008년)
- 더 블루 아워 (2007년)
- 뉴 월드 (2005년) - 캡틴 아골 역
- 리딕 - 헬리온 최후의 빛 (2004년) - 더 거브 역
- 털시 루퍼의 가방 (2003년)
- 텔시 루퍼 가방 1부 (2003년)
- 머나먼 사랑 (2003년)
- 정사 3 (2001년)
- 소울 어쌔신 (2001년)
- 토탈 로스 (2000년)
- 좀도둑과 야생화 (1991년)

### 텔레비전
- 메이어 오브 킹스타운 (2024)